# ویسنته پاسکوال
ویسنته پاسکوال (انگلیسی: Vicente Pascual؛ زادهٔ ۳۱ اوت ۱۹۸۶) بازیکن فوتبال اهل اسپانیا است.
از باشگاه‌هایی که در آن بازی کرده‌است می‌توان به باشگاه فوتبال اوئسکا و باشگاه فوتبال رئال ساراگوسا اشاره کرد.